# Andrzej Jerzy Komar
Andrzej Jerzy Komar herbu własnego – łowczy upicki w latach 1699–1704, starosta bernatowski, dyrektor wileńskich sejmików gromnicznego i gospodarczego w 1722 roku.